# Транспорт в Западной Сахаре
Сейчас железные дороги в Западной Сахаре отсутствуют.
Всего 6200 километров дорог, из которых 1350 километров — щебёночное шоссе.
Три морских порта: Дахла, Эль-Аюн, Буждур.
Самая длинная в мире конвейерная транспортная система, состоящая из 11 конвейеров общей протяжённостью 100 километров, транспортирует фосфаты от шахт в Бу-Кра до побережья к югу от Эль-Аюна.
В Западной Сахаре 9 аэродромов, из них 3 обладают взлётными дорожками с твёрдым покрытием. Рейсы в Западной Сахаре выполняет авиакомпания "Royal air Maroco" поскольку у Западной Сахары нет собственной авиакомпании.  
Транспорт в Западной Сахаре ограничен морским, автомобильным и воздушным транспортом, а верблюды являются основным средством передвижения по пустынной местности. Автобусный транспорт остается основным видом транспорта. Самая длинная конвейерная лента в мире протяженностью 100 километров (62 мили) проходит от фосфатных рудников в Бу-Краа до побережья к югу от Лааюна. Лента перемещает около 2000 метрических тонн фосфатной породы каждый час из шахт в Эль-Аюн, где она загружается и отправляется. 
Части Западной Сахары были испанской колонией до 1975 года как последняя колониальная провинция в Африке. Между этими странами и сахарским национальным освободительным движением, Фронтом ПОЛИСАРИО началась война, провозгласившая Сахарскую Арабскую Демократическую Республику (САДР) с правительством в изгнании в Тиндуфе, Алжире. Мавритания вышла из состава в 1979 году, и Марокко в конечном итоге установило контроль над большей частью территории, включая все крупные города и природные ресурсы. Усилиями ООН с 1997 года было введено прекращение огня между войсками ПОЛИСАРИО и Марокко.
Самый длинный грузовой поезд в мире, грузовой поезд Мавританской железной дороги, проходит через Западную Сахару на небольшом расстоянии в северо-восточном углу Западной Сахары и заканчивается в Нуадибу. Транспортировка через Западную Сахару была серьезно нарушена во время войн до 1997 года между Полисаро и марокканскими войсками, когда усилиями ООН было установлено прекращение огня.